# Hradiště (ort i Tjeckien, Plzeň, lat 49,46, long 13,05)
Hradiště är en ort i Tjeckien.   Den ligger i regionen Plzeň, i den västra delen av landet, 120 km sydväst om huvudstaden Prag. Hradiště ligger 422 meter över havet och antalet invånare är 154.
Terrängen runt Hradiště är platt norrut, men söderut är den kuperad.Runt Hradiště är det ganska glesbefolkat, med 22 invånare per kvadratkilometer. Närmaste större samhälle är Klatovy, 19,2 km öster om Hradiště. Omgivningarna runt Hradiště är en mosaik av jordbruksmark och naturlig växtlighet.